# Wayland (Michigan)
Wayland est une ville du comté d'Allegan, dans l'État du Michigan, aux États-Unis. En 2020, sa population était de 4 435 habitants.